# Lijnbal
Lijnbal is een balsport voor zes tot tien spelers.
Het speelveld bestaat uit twee vlakken gedeeld een lijn. Voor de hoogte van het net worden de lengtes van elke speler bij elkaar opgeteld en gedeeld door het aantal spelers, waardoor een gemiddelde ontstaat. Beide teams proberen de bal in het vak van de tegenstander te werpen.
Lijnbal lijkt op volleybal, enkel wordt bij lijnbal de bal gevangen en geworpen. Een bal die eenmaal de grond raakt, betekent een punt. Het team dat als eerste tien, vijftien of twintig punten haalt, wint.
Lijnbal heeft geen officiële competitie en is louter een schoolsport of groepsoefening bij andere, officiële, balsporten.